# Fredensborg Kommune
Fredensborg Kommune er en sammenlægning af Fredensborg-Humlebæk Kommune og Karlebo Kommune ved Strukturreformen den 1. januar 2007.

## Fredensborg Kommune
Fredensborg Kommune er en nordsjællandsk kommune, der rummer fire bysamfund. Helt ud til Øresundskysten er byerne Kokkedal i syd, Nivå i midten, Humlebæk i nord og Fredensborg tæt på Esrum Sø.
Humlebæk er kendt for Museet for moderne kunst, Louisiana, og desuden også havnene Sletten Havn og Gl. Humlebæk Havn samt fiskerlejer og specialbutikker.
Kulturområder er der også at finde i Nivå. Her ligger Nivågaard Teglværks Ringovn og Nivaagaards Malerisamling, som desuden har en park med rhododendron-buske. I Nivå findes der også en havn med muligheder for vandsport og badning ved Nivå Strandpark.
Kokkedal ligger på kommunegrænsen mellem Fredensborg og Hørsholm og har mange naturområder, blandt andet ved Nivå-bugten og Mikkelborg Strandpark og ikke mindst Usserød Å, som bugter sig gennem Kokkedal. Man kan også besøge Fredtoften der er et fredet område.
Det sidste større bysamfund der ses i Fredensborg Kommune ligger i den nordvestlige del af kommunen og er selve Fredensborg. Byen huser både Fredensborg Slot, slotsparken og Esrum Sø og har desuden en gågade.
I mellem disse større bysamfund finder man en række landområder, blandt andet landsbyerne Brønsholm, Vejenbrød, Dageløkke, Nybo, Toelt, Søholm, Langstrup, Lønholt, Hesselrød, Avderød, Gunderød, Kirkelte, Grønholt, Sørup, Veksebo, Endrup, Danstrup og Langerød. Den største landsby er Karlebo. I Karlebo er der kro og kirke, børnehave, skole og klub.

## Byer
| Kommunens største byer |             |                   |
| Nr                     | By          | Indbyggere (2025) |
| 1                      | Humlebæk    | 9.742             |
| 2                      | Fredensborg | 8.968             |
| 3                      | Nivå        | 8.769             |
| 4                      | Sørup       | 550               |
| 5                      | Karlebo     | 253               |

## Sammenlægningen
Fredensborg Kommune er sammenlagt af de to tidligere kommuner Fredensborg-Humlebæk og Karlebo. Sammenlægningen trådte i kraft i forbindelse med Kommunalreformen 2007 efter flere års forhandlinger. Begge kommuner havde indstillet sig til sammenlægning, da de begge havde befolkningstal på under 20.000, som der var Indenrigsministeriets smertegrænse for, hvornår kommunerne blev for små til at kunne opretholde et kommunalt styre og serviceniveau af en tilstrækkelig høj kvalitet. 

Idéerne om sammenlægningen af de to kommuner var ikke lige populær blandt borgerne og kritikken medførte at indenrigsministeren besluttede, at Fredensborg-Humlebæk og Karlebo kommune skulle være blandt de foreslåede kommunesammenlægninger, der skulle undersøges af en opmand. Som opmand blev tidligere minister og borgmester Thorkild Simonsen (S) udpeget, og skulle i praksis fungere som en form for mægler for de kommuner der var indstillet til sammenlægning inden årsskiftet 2004-2005.

Slutdokumentet om sammenlægningen blev underskrevet på Nivaagaards Malerisamling torsdag den 16. december 2004 af borgmestrene for de to kommuner. Beslutningen blev fulgt af protester fra to borgergrupper fra Fredensborg-Humlebæk, der endte med at sende et brev til den daværende Indenrigsminister, Lars Løkke Rasmussen, med deres kritik. Kritikken gik hovedsagligt på, at beslutningen ikke havde været til folkeafstemning, selvom 2850 borgere havde underskrevet en anmodning om vejledende folkeafstemning

Den 21. april 2005 konkluderede opmanden imidlertid, at fusionen skulle finde sted uden ændringer. I indstillingen stod blandt andet følgende: ”Ved denne anbefaling har jeg i en afvejning af mange forhold, der spiller ind særligt lagt vægt på … at såvel kommunalbestyrelsen i Fredensborg-Humlebæk Kommune som i Karlebo Kommune har tilkendegivet stor modstand mod en opsplitning af kommunerne …” Fredensborg-Humlebæk og Karlebo Kommune blev derved én og samme kommune fra den 1. januar 2007, under navnet Fredensborg Kommune.

### Det nye navn
Slottet Fredensborg beliggende i den tidligere Fredensborg-Humlebæk Kommune har lagt navn til den ny kommune. Valget af navnet skete efter beslutningen om sammenlægningen og i konkurrence med alternativer som Øresund Kommune, hvilket også var ”arbejdsnavnet” frem til byrådenes beslutning.
I januar 2005 blev der afholdt vejledende afstemning i den lokale avis, og de 559 besvarelser delte sig temmelig ligeligt mellem Fredensborg (212 stemmer) og Øresund (249 stemmer) Kommune. Over 100 alternative navne blev fremført i samme forbindelse, heriblandt interessante forslag som Humleborg, Nivådal, Louisiana, Fredbækbo, Karlefred, Fredenskarl, Fredens Humlebo og Frede-Humlekarl Kommune .
Hvorfor valget alligevel faldt på Fredensborg Kommune på trods af, at ”Øresund Kommune” havde vundet afstemningen, var primært grundet to indvendinger fra Stednavneudvalget , i marts 2005; dels at Øresund betegner et større område i to stater og dels det internationalt ukendte begyndelsesbogstav, Ø.
En politisk styregruppe bestående af de to daværende borgmestre, Olav Aaen (V) og John Hemming (C), samt Ole Marthedal (M), Per Frost Henriksen (S), Susanne Schlippé-Steffensen (O), Thomas Lykke Pedersen (S), Tinne Borch Jacobsen (V) og Ole Andersen (F) blev nedsat. Styregruppen besluttede herpå i samråd med fire lokalhistoriske eksperter, en heraldiker og en brandingkonsulent, at Fredensborg var det bedste navn, hvilket blev offentliggjort på et ekstraordinært byrådsmøde på Nivaagaards Malerisamling og indstillet til indenrigsministeren lørdag den 21. maj 2005 . Samtidig besluttedes også antallet af byrådsmedlemmer i den kommende sammenlagte kommune. Indstillingen blev endeligt godkendt af indenrigsminister Lars Løkke Rasmussen i juni 2005.

### De to tidligere kommuner
Fredensborg-Humlebæk Kommunes historie går kun tilbage til Kommunalreformen 1970. Før da var området administrativt benævnt Asminderød-Grønholt Sognekommune. Karlebo var ligeledes sognekommune, og de havde begge deres oprindelse tilbage fra 1842. Da Asminderød-Grønholt forsvandt fra det administrative navnelandkort, gik bølgerne i øvrigt også højt.
Olav Aaen var før sammenlægningen borgmester i Karlebo Kommune, hvor han oprindeligt var valgt til byrådet ved Kommunalvalget 1989. Han valgtes til borgmester i Karlebo, efter at forgængeren Henry Hansen (V) havde besluttet at trække sig fra posten før Kommunalvalget i 2001. Efter valget 2001 støttedes Olav Aaen af et flertal i byrådet bestående af Venstre, Karlebo Alliancen, Dansk Folkeparti og Det Konservative Folkeparti.
Karlebo byråd bestod efter valget 2001 af 17 politikere fordelt på seks partier: Venstre (7), Socialdemokratiet (5), Karlebo Alliancen (2), Det Konservative Folkeparti (1), Socialistisk Folkeparti (1) og Dansk Folkeparti (1).
Byrådsmedlemmerne stemte alle for sammenlægningen med Fredensborg-Humlebæk på det ekstraordinære byrådsmøde på Karlebo Rådhus onsdag den 8. december 2004.
Borgmester i Fredensborg-Humlebæk kommune var, på tidspunktet for Kommunalreformen og kommunesammenlægningen, John Hemming (C).
Fredensborg-Humlebæk byråd bestod efter valget 2001 af 19 politikere fordelt på seks partier: Venstre (6), Socialdemokratiet (5), Det Konservative Folkeparti (4), Socialistisk Folkeparti (2), Det Radikale Venstre (1) og Dansk Folkeparti (1).
17 af de 19 byrådsmedlemmer stemte ved et ekstraordinært byrådsmøde mandag den 6. december 2004 for sammenlægningen med Karlebo, to stemte blankt (De Radikale og Dansk Folkeparti).

### Det nye byråd
Selvom sammenlægningen først officielt trådte i kraft i 2007, havde den nye Fredensborg Kommune allerede den 15. november 2005 valgt det nye byråd. Fra 1. januar 2006 til 31. december 2006 fungerede det nyvalgte byråd som Sammenlægningsudvalg for Fredensborg Kommune. De to gamle byråd blev forlænget og forblev virksomme 2006 igennem, dog med en halvering af mødefrekvensen i Karlebo Kommunes udvalg og byråd.
Borgmester i Karlebo Kommune, Olav Aaen (V) dækkede posten som formand for Sammenlægningsudvalget. Igennem 2006 eksisterede dette udvalg med de 27 medlemmer, som også kom til at udgøre byrådet og som derfor havde ni medlemmer færre end de to separate byråd fra Fredensborg-Humlebæk og Karlebo.
Med beslutningen om sammenlægningen af Fredensborg-Humlebæk Kommune og Karlebo Kommune i april 2005, var det endnu uafklaret hvor mange medlemmer det nye byråd – i første omgang Sammenlægningsudvalget – skulle indbefatte. Indstillingen var, at en kommune med 20.000-40.000 indbyggere havde behov for 25 byrådsmedlemmer, men tallet kunne variere mellem 25 og 31. Den politiske styregruppe indstillede på det ekstraordinære byrådsmøde på Nivaagaards Malerisamling lørdag den 21. maj 2005 antallet af byrådsmedlemmer til 27, hvilket enstemmigt vedtoges.

## Valg
| 8 | 2 | 4 | 2 |  | 9 |  |

| 19 | 8 |

| 8 | 2 | 4 | 4 |  | 7 |  |

| 19 | 8 |

| 9 | 2 | 2 |  |  | 2 | 8 |  |  |

| 19 | 8 |

| 10 | 3 | 2 |  |  | 2 | 7 |  |

| 17 | 10 |

| 8 | 3 | 7 |  | 2 | 5 |  |

| 16 | 11 |

| 8 | 3 | 3 | 2 |  | 4 |  | 5 |

| 15 | 12 |

### Nuværende byråd
| Navn                               | Parti                                    |
| ---------------------------------- | ---------------------------------------- |
| Thomas Lykke Pedersen (Borgmester) | Socialdemokratiet - 8 mandater           |
| Louise Mehnke                      | Socialdemokratiet - 8 mandater           |
| Cømert Sonsuz                      | Socialdemokratiet - 8 mandater           |
| Per Frost Henriksen                | Socialdemokratiet - 8 mandater           |
| Charlotte Sander                   | Socialdemokratiet - 8 mandater           |
| Suzan Daoud                        | Socialdemokratiet - 8 mandater           |
| Sarah Lykke                        | Socialdemokratiet - 8 mandater           |
| Carsten Nielsen                    | Socialdemokratiet - 8 mandater           |
| Jesper Tvilde                      | Det Konservative Folkeparti - 7 mandater |
| Ulla Hardy-Hansen                  | Det Konservative Folkeparti - 7 mandater |
| Heidi Boss Nyby                    | Det Konservative Folkeparti - 7 mandater |
| Michael Huusom                     | Det Konservative Folkeparti - 7 mandater |
| Christian de Jonquiéres            | Det Konservative Folkeparti - 7 mandater |
| Thomas von Jessen                  | Det Konservative Folkeparti - 7 mandater |
| Mikkel Hartwich                    | Det Konservative Folkeparti - 7 mandater |
| Lars Søndergaard                   | Venstre - 5 mandater                     |
| Mie Stattau                        | Venstre - 5 mandater                     |
| Tinne Borch Jacobsen               | Venstre - 5 mandater                     |
| Carsten Bo Nielsen                 | Venstre - 5 mandater                     |
| Kristian Tanderup                  | Venstre - 5 mandater                     |
| Lars Simonsen                      | Radikale Venstre - 3 mandater            |
| Soma Mayel                         | Radikale Venstre - 3 mandater            |
| Bettina Bové                       | Radikale Venstre - 3 mandater            |
| Hanne Berg                         | Socialistisk Folkeparti - 2 mandater     |
| Bent Fischer-Nielsen               | Socialistisk Folkeparti - 2 mandater     |
| Steen Løfstrøm                     | Nye Borgerlige - 1 mandat                |
| Bjørn Svensson                     | Enhedslisten - 1 mandat                  |

| Navn                    | Skiftet fra                 | Skiftet til                    | Dato               |
| ----------------------- | --------------------------- | ------------------------------ | ------------------ |
| Christian de Jonquiéres | Det Konservative Folkeparti | Løsgænger                      | 23. november 2021  |
| Ulla Hardy-Hansen       | Det Konservative Folkeparti | Løsgænger                      | 23. november 2021  |
| Christian de Jonquiéres | Løsgænger                   | Fredensborg SocialKonservative | 12. maj 2022       |
| Ulla Hardy-Hansen       | Løsgænger                   | Fredensborg SocialKonservative | 12. maj 2022       |
| Carsten Bo Nielsen      | Venstre                     | Løsgænger                      | 15. maj 2024       |
| Carsten Bo Nielsen      | Løsgænger                   | Aktive Liberale                | 29. Maj 2024       |
| Mikkel Hartwich         | Det Konservative Folkeparti | Løsgænger                      | 29. Maj 2024       |
| Heidi Boss Nyby         | Det Konservative Folkeparti | Løsgænger                      | 16. september 2024 |
| Steen Løfstrøm          | Nye Borgerlige              | Løsgænger                      | 6. oktober 2024    |
| Steen Løfstrøm          | Løsgænger                   | Dansk Folkeparti               | 3. marts 2025      |

| Udtrådt        | Indtrådt             | Parti                       | Dato              |
| -------------- | -------------------- | --------------------------- | ----------------- |
| Michael Huusom | Celine Lind Jakobsen | Det Konservative Folkeparti | 20. december 2023 |

### Byråd 2018-2022
| Navn                               | Parti                          |
| ---------------------------------- | ------------------------------ |
| Thomas Lykke Pedersen (Borgmester) | Socialdemokratiet - 8 mandater |
| Per Frost Henriksen                | Socialdemokratiet - 8 mandater |
| Charlotte Sander                   | Socialdemokratiet - 8 mandater |
| Cømert Sonsuz                      | Socialdemokratiet - 8 mandater |
| Carsten Nielsen                    | Socialdemokratiet - 8 mandater |
| Ergin Özer                         | Socialdemokratiet - 8 mandater |
| Louise Mehnke                      | Socialdemokratiet - 8 mandater |
| Hans Nissen                        | Socialdemokratiet - 8 mandater |
| Pia Bødtker                        | Socialdemokratiet - 8 mandater |
| Lars Søndergaard                   | Venstre - 5 mandater           |
| Mie Stattau                        | Venstre - 5 mandater           |
| Carsten Wulff                      | Venstre - 5 mandater           |
| Thomas Elgaard                     | Venstre - 5 mandater           |
| Lars Simonsen                      | Radikale Venstre - 3 mandater  |
| Kristian Hegaard                   | Radikale Venstre - 3 mandater  |
| Bettina Bové                       | Radikale Venstre - 3 mandater  |
| Ulla Hardy-Hansen                  | Konservative - 7 mandater      |
| Thomas von Jessen                  | Konservative - 7 mandater      |
| Hanne Berg                         | SF - 2 mandater                |
|                                    | Nye Borgerlige 1 Mandat        |
| Bjørn Svensson                     | Enhedslisten - 1 mandat        |

| Navn                    | Skiftet fra      | Skiftet til | Dato             |
| ----------------------- | ---------------- | ----------- | ---------------- |
| Freja Brabæk Kristensen | Dansk Folkeparti | Løsgænger   | 14. oktober 2020 |

### ¨Kommunalvalget 2005
Før Kommunalvalget 2005 annoncerede borgmester i Fredensborg-Humlebæk Kommune John Hemming ønske om ikke at genopstille. Hans periode som borgmesterblev dog forlænget indtil kommunesammenlægningen trådte i kraft 1. januar 2007.
De 27 medlemmer fordelte sig efter valget 2005 på 7 partier: Venstre (V), Socialdemokratiet (A), Det Konservative Folkeparti (C), Det Radikale Venstre (B), Socialistisk Folkeparti (F), Dansk Folkeparti (O) og Alliancen (M). Fra disse partier valgtes følgende:
- Venstre (9): Olav Aaen (borgmester), Tinne Borch Jacobsen, Carsten Wulff, Lars Søndergaard, Preben Goth, Inger Grønkjær Ulrich, Karin Falkencrone, Thomas Bak og Egon Frandsen.
- Socialdemokratiet (8): Thomas Lykke Pedersen, Per Frost Henriksen, Hans Nissen, Charlotte Sander, Ergin Özer, Pia Bødtker, Finn Weidekamp og Carsten Nielsen.
- Det Konservative Folkeparti (4): Ulla Hardy-Hansen, Niels Storgaard Simonsen, Hossein Armandi og Henrik Ditlev Jørgensen.
- Det Radikale Venstre (2): Lars Simonsen og Birgitte Larsen.
- Socialistisk Folkeparti (2): Hanne Berg og Ole Andersen.
- Dansk Folkeparti (1): Flemming Rømer.
- Alliancen (1): Ole Marthedal.

Valget fik et dramatisk efterforløb, da forhandlingerne på valgnatten førte til, at Karin Falkencrone (V) indgik aftale med Socialdemokratiet, Socialistisk Folkeparti, Det Radikale Venstre og Alliancen om at blive borgmester med deres støtte. Hun blev allerede på valgnatten ekskluderet af Venstre. Siden indmeldte hun sig i Liberal Alliance. Den følgende dag blev der indgået en ny konstitueringsaftale hvorved at Karlebo Kommunes borgmester Olav Aaen (V) kunne fortsætte som borgmester i den kommende Fredensborg Kommune. (i 2006 havde det kommende Fredensborg Byråd formelt titel og funktion af sammenlægningsudvalg til forberedelse af den kommende Fredensborg Kommune).
11 udvalg oprettedes efter valget: Økonomiudvalg, Socialudvalg, Psykiatriudvalg, Børneudvalg, Skoleudvalg, Erhverv og turisme, Plan- og ejendomsudvalget, Miljø- og teknikudvalget, Kultur- og idrætsudvalget, Integrationsudvalget og Arbejdsmarkedsudvalg.

### Kommunalvalget 2009
Før Kommunalvalget 2009 annoncerede borgmester Olav Aaen ønske om træde tilbage, som ny borgmester valgtes Thomas Lykke Pedersen (S).
Fredensborg byråds medlemmer fordelte sig på syv partier: Venstre (V), Socialdemokratiet (A), Socialistisk Folkeparti (F), Det Konservative Folkeparti (C), Det Radikale Venstre (B), Dansk Folkeparti (O) og Focus Fredensborg (L). Fra disse partier valgtes følgende til byrådet:
- Socialdemokratiet (8): Thomas Lykke Pedersen (borgmester), Per Frost Henriksen, Ergin Özer, Charlotte Sander, Hans Nissen, Pia Bødtker, Carsten Nielsen og Bo Hilsted.
- Venstre (7): Carsten Wulff, Tinne Borch Jacobsen, Lars Søndergaard, Pernille Solvig Graux, Thomas Elgaard, Thomas Bak og Preben Goth.
- Socialistisk Folkeparti (4): Hanne Berg, Ole Bergmann, Suzan Daoud og Ebba Anker Nielsen.
- Det Konservative Folkeparti (4): Ulla Hardy-Hansen, Hossein Armandi (gruppeformand), Thomas von Jessen og Christian de Jonquieres.
- Det Radikale Venstre (2): Lars Simonsen og Kristian Hegaard.
- Dansk Folkeparti (1): Flemming Rømer.
- Focus Fredensborg (1): Claus Birkelyng.

Hossein Armandi forlod i oktober 2010 Det Konservative Folkeparti og blev i første omgang løsgænger, men stiftede siden partiet Borgernes Stemme (D). Partiet opnåede et enkelt mandat ved kommunalvalget 2013.
fakta fra rådhuset Arkiveret 27. oktober 2020 hos  Wayback Machineartikel fra Uge-Nyt, Den lokale avis i Fredensborg-Humlebæk og Karlebo. Arkiveret 4. november 2008 hos  Wayback Machineartikel fra Frederiksborg Amts Avis Arkiveret 5. december 2020 hos  Wayback Machine

### Kommunalvalget 2013
Ved Kommunalvalget 2013 genopstillede Thomas Lykke Pedersen (S) til borgmester. Ved stemmernes optælling blev det klart, at han fik lov til at beholde denne post. Optællingen viste ydermere, navnene og mandatfordelingen til det nye byråd.
Fredensborg byråds medlemmer fordelte sig på 9 partier:
Venstre (V), Socialdemokratier (A), Socialistisk Folkeparti (F), Det Konservative Folkeparti (C), Det Radikale Venstre (B), Dansk Folkeparti (O) og Liberale Alliance (I), Socialistisk Folkeparti (F), Enhedslisten (Ø) og Borgernes Stemme (D). Fra disse partier valgtes følgende til byrådet:
- Socialdemokratiet (9): Thomas Lykke Pedersen (borgmester), Per Frost Henriksen, Ergin Øzer, Hans Nissen, Charlotte Sander, Carsten Nielsen, Pia Bødtker, Bo Hilsted, Rasmus Østrup Møller.
- Venstre (8): Thomas Elgaard Larsen (2. viceborgmester), Charlotte Bie, Lars Søndergaard, Tinne Borch Jacobsen, Thomas Bak, Knud Løkke Rasmussen, Carsten Wulff , Lars Egedal
- Det Konservative Folkeparti (2):Ulla Hardy-Hansen (1. viceborgmester), Christian de Jonquiéres
- Dansk Folkeparti (2): Flemming Rømer, Kim E. Jensen
- Det Radikale Venstre (2): Kristian Hegaard, Lars Simonsen
- Socialistisk Folkeparti (1): Hanne Berg
- Liberale Alliance (1): Helle Abild Hansen
- Enhedslisten (1): Henriette Brandt Pedersen
- Borgernes Stemme (1): Hossein Armandi